# Sub Pop
Sub Pop je hudební label, který sídlí v americkém Seattlu. Prvního výraznějšího úspěchu dosáhl na konci osmdesátých a na začátku devadesátých let 20. století, kdy vydal první album Nirvany s názvem Bleach. Sub Pop dále vydává alba grungeových kapel jako Mudhoney či Soundgarden. Sub Pop ze 49% vlastní Warner Music Group, jeden z největších labelů na světě. Vydavatelství pravidelně vydává své vlastní kompilace, které se skládají většinou z písní méně známých kapel, často pocházejících z prostředí seattleské hudební scény.